# Tamara Obrovac
Tamara Obrovac, hrvaška jazzovska glasbenica, * 1. april 1962, Pulj.
Je pevka, flavtistka in skladateljica, prepoznavna po mešanju sodobnega jazza z elementi tradicionalne istrske glasbe in narečij.

## Življenjepis
V Pulju je dokončala srednjo glasbeno šolo za flavto. Glasbeno kariero je začela v 80. letih v Zagrebu, ko je začela nastopati z mladimi hrvaškimi in slovenskimi jazzovskimi glasbeniki; pozneje je v srednji glasbeni šoli v Ljubljani vpisala jazz petje.
Leta 1996 je izdala svoj debitantski album, ki mu jih je do danes sledilo še 13. Ustanovila je in vodi več ansamblov – kvintet Transhistria Ensemble, Tamara Obrovac Quartet in TransAdriatic Quartet – s hrvaškimi, slovenskimi in italijanskimi glasbeniki. Besedila piše v svojem domačem južnoistrskem narečju, poje pa tudi v drugih slovanskih in romanskih narečjih Istre in uglasbljuje verze istrskih pesnikov. Njeni nastopi slovijo po spontanosti, humorju in komunikativnosti.
Poleg lastnih nastopov sklada glasbo za gledališče in film. Za razliko od jazzovske glavnine njenega glasbenega ustvarjanja je njena scenska glasba žanrovsko raznolika.

## Diskografija
- 1996: Triade – Tamara Obrovac & trio
- 1998: Ulika – Tamara Obrovac quartet
- 2001: Transhistria – Tamara Obrovac Transhistria ensemble
- 2003: Sve Pasiva – Tamara Obrovac Transhistria ensemble
- 2005: Daleko je … – Tamara Obrovac Transhistria ensemble
- 2006: Črni kos / Das Lied der Amsel – Tamara Obrovac & Georg Kustrich
- 2009: Neću više jazz kantati – Tamara Obrovac Transhistria electric
- 2011: Madirosa – Tamara Obrovac Transhistria ensemble / Époque Quartet
- 2014: Ulika revival – Tamara Obrovac quartet
- 2016: Canto amoroso – Tamara Obrovac Transhistria ensemble
- 2018: Live@ZKM – Tamara Obrovac Transhistria ensemble
- 2019: TransAdriaticum – Tamara Obrovac TransAdriatic quartet
- 2020: Villa Idola – Tamara Obrovac Transhistria ensemble / Jazz orkestar HRT
- 2023: Nuvola – Tamara Obrovac quartet

## Filmska glasba
- 2003: Stina – dokumentarni film o Edu Murtiću, Gama studio Zagreb, režiser Rajko Grlić
- 2003: Metahead – animirani film, Zagrebfilm, avtor Branko Farac
- 2003: Ptice – radijska drama, Hrvatski radio, režiserka Jasna Mesarić
- 2004: Jasnovidka – igrani film, RTV Slovenija, režiserka Biljana Čakić Veselič
- 2004: Ono sve što znaš o meni – igrani film, režiserja Bobo Jelčić in Nataša Rajković
- 2005: Što je muškarac bez brkova – igrani film, FIZ; HRT‎; Vizije; HFS‎, režiser Hrvoje Hribar
- 2010: Piran - Pirano – igrani film, Arsmedia, Jadran Film Laboratorij, režiser Goran Vojnović
- 2011: Noćni brodovi – igrani film, Studio DIM, režiser Igor Mirković
- 2012: Contrada – kratki film, režiser Matija Debeljuh
- 2015: Jure Grando – animirani film, avtor Martin Babić
- 2020: Nekoč so bili ljudje – igrani film, režiser Goran Vojnović

## Gledališka glasba
- 1998: Nije bila peta – INK Pula, Robert Raponja
- 1999: Manifestacija introverta – En Knapp, koreografija Maja Delak Ljubljana
- 2000: Mala sirena – INK Pula, Robert Raponja
- 2001: Tanac od mrtvih – glasbeno-scenska fantazija, Robert Raponja
- 2002: Snježna kraljica – gledališče Žar ptica Zagreb, Dora Ružđak
- 2002: Jelka kod Ivanovih – ZKM Zagreb, Nebojša Borojević
- 2004: Pas žena muškarac – gledališče Exit Zagreb, Zijah Sokolović
- 2004: Vasa Železnova – HNK Zagreb, Zlatko Sviben
- 2004: Antigona – HNK Split, Matko Raguž
- 2005: Ekoteka – otroška predstava, Daska Sisak
- 2006: Udovice – HNK Split, Dino Mustafić
- 2006: Zagrljenici – SARTR, Sarajevo, Robert Raponja
- 2006: Orkestar Titanic – INK, Dino Mustafić
- 2007: Zmaj koji je kokice jeo… – GKL Split, Robi Waltl
- 2007: Sakati Billy –  Narodno Pozorište Sarajevo, Dino Mustafić
- 2007: Pekarna Miš Maš – SMG Ljubljana, Robi Waltl
- 2007: Prazna soba na suncu – INK Pula, Aleksandra Mišić
- 2007: Regoč – Kazalište Lutaka Zadar, Robi Waltl
- 2007: Nježno i okrutno – INK Pula, Lawrence Kiiru
- 2008: Grdi raček – Mini teater, Ljubljana, Robi Waltl
- 2008: Ukroćena goropadnica – HNK Rijeka, Vito Taufer
- 2008: Tablica dijeljenja – INK Pula, Ivan Leo Lemo
- 2009: Tomizziana – INK Pula, Damir Zlatar Frei
- 2009: Svarožić – GKL Zagreb, Krešo Dolenčić
- 2009: Demon ot Skopje – Malak gradski teatar Sofia, Bulgaria, Dino Mustafić
- 2011: Prolaznici – HNK Osijek, Borna Baletić
- 2013: Nunta muta – SNG Maribor, Dino Mustafić
- 2014: Zmaj – SNG Nova Gorica, Dino Mustafić
- 2015: Mačkodlak – GKL Split, Ivan Plazibat
- 2015: Naš razred – Kamerni teatar 55 Sarajevo, Dino Mustafić
- 2016: Jure Grando – INK Pula, redatelj Damir Zlatar Frei
- 2016: Ljudi od voska – HNK Zagreb, režiser Janusz Kica
- 2017: Aziz – HNK Split, režiser Dino Mustafić
- 2017: Tonka i Špiro – GKL Split, režiser Ivan Plazibat
- 2017: Apoksiomen – balet HNK/Théâtre de Liège, koreografija Claudio Bernardo
- 2018: Kralj Lear – HNK Zagreb, režiser Janusz Kica
- 2018: O miševima i ljudima – Barski ljetopis/Gradsko pozorište Podgorica Crna Gora, režiser Dino Mustafić
- 2019: Goldbergove varijacije – Slovensko stalno gledališče Trst, režiser Robert Waltl
- 2020: Sliparija – INK Pula, režiser Matija Debeljuh